# Tegestria
Tegestria – rodzaj kosarzy z podrzędu Laniatores i rodziny Epedanidae. Gatunkiem typowym jest Tegestria johorea.

## Występowanie
Przedstawiciele rodzaju występują w Azji Południowo-Wschodniej.

## Systematyka
Opisano dotąd 8 gatunków z tego rodzaju:
- Tegestria borneensis Roewer, 1938
- Tegestria coniata Roewer, 1938
- Tegestria johorea Roewer, 1936
- Tegestria montana Roewer, 1938
- Tegestria parva Suzuki, 1970
- Tegestria pinangensis Roewer, 1938
- Tegestria seriata Roewer, 1938
- Tegestria sumatrana Roewer, 1938